# Équipe de Russie masculine de basket-ball
Cet article traite de l'équipe masculine. Pour l'équipe féminine, voir Équipe de Russie féminine de basket-ball.
Maillots
Actualités
L’équipe de Russie de basket-ball est la sélection qui représente la Russie dans les compétitions majeures de basket-ball depuis 1993. Elle est placée sous l'égide la Fédération russe de basket-ball (russe : Российская Федерация Баскетбола).
La Russie a décroché 7 médailles dans les compétitions internationales, dont le titre de champion d'Europe 2007.

## Historique

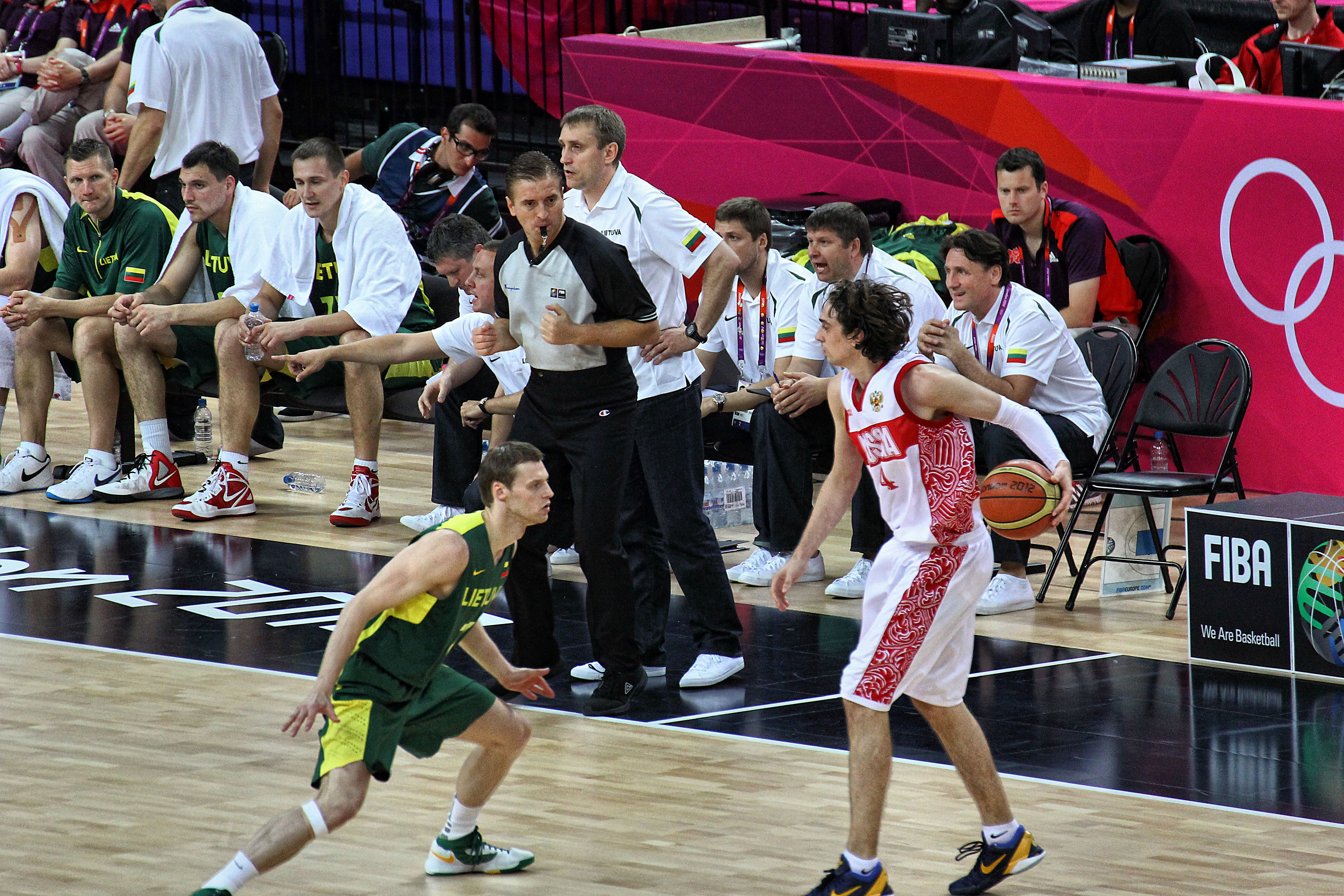
L'équipe russe face à la Lituanie pour un match de quart-de-finale des Jeux Olympiques de 2012.On voit Alexey Shved marqué par Martynas Pocius.

### Dans la lignée de l'équipe d'URSS
L'histoire de la sélection nationale russe débute en 1992 lors de son adhésion à la FIBA. Les joueurs russes représentaient auparavant les couleurs de l'équipe soviétique (avant 1992) puis de la CEI aux Jeux olympiques de 1992.
La première compétition officielle majeure disputée est ainsi l'EuroBasket 1993 en Allemagne où l'équipe se hisse en finale mais est défaite d'un point par le pays organisateur (71-70).
Sa première participation aux championnats du monde en 1994 au Canada lui permet de défendre les couleurs nationales, ne s'inclinant que face aux États-Unis et en remportant la médaille d'argent.
Sa participation au championnat d'Europe 1995 est décevante avec seulement un septième place, mais l'équipe se rattrappe en 1997 en gagnant la médaille de bronze. L'année suivante, l'équipe confirme ses bonnes dispositions en gagnant à nouveau la médaille d'argent au championnat du monde en Grèce, remportant une victoire de prestige face aux États-Unis en demi-finale (66-64) mais devant s'incliner face à la Yougoslavie en finale (62-64).

### Des résultats mitigés
Suit une période délicate pour la sélection à partir de 1999, avec une non-qualification pour les Jeux olympiques de 2004 et le championnat du monde 2006 et des résultats médiocres aussi bien en championnat d'Europe (6e en 1999, 5e en 2001, 8e en 2003 et 2005) qu'en championnat du monde (7e en 2002).

### L'épopée David Blatt
Suivant la nomination de David Blatt en tant que sélectionneur en 2006, la Russie revient au sommet de l'Europe en remportant l'EuroBasket 2007. Elle bat l'Espagne chez elle en finale (59-60) grâce à un tir de son meneur naturalisé JR Holden dans les derniers instants du match. L'ailier Andreï Kirilenko est élu MVP de la compétition.
La Russie parvient à se qualifier pour les grands évènements suivants (Jeux olympiques en 2008, EuroBasket 2009, championnat du monde 2010), mais peine à ramener des résultats probants. Alors que la sélection semble en perte de vitesse, celle-ci déjoue les pronostics et ramène deux médailles de bronze, toujours sous les ordres de David Blatt : une à l'EuroBasket 2011 en Lituanie, battue par la France en demi-finale (79-71) et une aux Jeux olympiques de 2012 à Londres, battue par l'Espagne (59-67).

### Après David Blatt
Le championnat d'Europe 2013 est un échec complet, la Russie termine à la 21e place et le nouvel entraîneur Vassili Karassev est remplacé par Ievgueni Pachoutine en novembre.

## Résultats dans les grandes compétitions
| Jeux olympiques | Championnat du monde | Championnat d'Europe | Championnat d'Europe |
| --------------- | -------------------- | -------------------- | -------------------- |
|                 | 1994 : Finaliste     | 1993 : Finaliste     | 1995 : 7e            |
| 1996 : NQ       | 1998 : Finaliste     | 1997 : 3e            | 1999 : 6e            |
| 2000 : 8e       | 2002 : 10e           | 2001 : 5e            | 2003 : 8e            |
| 2004 : NQ       | 2006 : NQ            | 2005 : 8e            | 2007 : Champion      |
| 2008 : 9e       | 2010 : 7e            | 2009 : 7e            | 2011 : 3e            |
| 2012 : 3e       | 2014 : NQ            | 2013 : 21e           | 2015 : 17e           |
| 2016 : NQ       | 2019 : 12e           | 2017 : 4e            | 2022 : NQ            |
| 2020: NQ        | 2023 : NQ            |                      |                      |

## Effectif actuel
Effectif lors de la Coupe du monde de la FIBA 2019.
| Numéro | Joueur               | Poste | Naissance       | Taille | Club 2018-2019               |
| ------ | -------------------- | ----- | --------------- | ------ | ---------------------------- |
| 2      | Andrei Sopin         | 1     | 7 juillet 1997  | 1,86 m | MBA Moscow                   |
| 3      | Sergey Karasev       | 2/3   | 26 octobre 1993 | 2,02 m | Zénith Saint-Pétersbourg     |
| 4      | Evgeny Baburin       | 2     | 4 juillet 1987  | 1,90 m | BK Nijni Novgorod            |
| 6      | Grigory Motovilov    | 1     | 7 février 1998  | 1,93 m | Spartak Primorie Vladivostok |
| 7      | Vitaly Fridzon       | 2     | 14 octobre 1985 | 1,96 m | Lokomotiv Kouban-Krasnodar   |
| 8      | Vladimir Ivlev       | 4/5   | 28 février 1990 | 2,07 m | Lokomotiv Kouban-Krasnodar   |
| 11     | Semion Antonov       | 4/5   | 18 juillet 1989 | 2,02 m | CSKA Moscou                  |
| 12     | Andrey Zubkov        | 4     | 29 juin 1991    | 2,05 m | BC Khimki Moscou             |
| 20     | Andrey Vorontsevitch | 4     | 17 juillet 1987 | 2,07 m | CSKA Moscou                  |
| 30     | Mikhail Kulagin      | 1/2   | 4 août 1994     | 1,90 m | CSKA Moscou                  |
| 31     | Evgeny Valiev        | 3/4   | 3 mai 1990      | 2,05 m | Zénith Saint-Pétersbourg     |
| 41     | Nikita Kurbanov      | 3/4   | 5 octobre 1986  | 2,03 m | CSKA Moscou                  |

Sélectionneur :  Sergueï Bazarevitch

## Joueurs marquants
- Andreï Kirilenko
- Jon Robert Holden
- Viktor Khryapa
- Sergueï Bazarevitch
- Evgeni Kissourine
- Sergey Panov

## Équipes du passé

### Équipe vainqueur de l'EuroBasket 2007
L'équipe de Russie remporte le championnat d'Europe 2007 en battant en finale l'Espagne, grande favorite qui joue à domicile. Lors de cette compétition, Andreï Kirilenko est désigné MVP.
| #  | Joueur              | Position | Naissance          | Club              |
| -- | ------------------- | -------- | ------------------ | ----------------- |
| 4  | Nikita Chabalkine   | Ailier   | 9 octobre 1986     | BC Khimki Moscou  |
| 5  | Jon Robert Holden   | Meneur   | 10 août 1976       | CSKA Moscou       |
| 6  | Sergueï Bykov       | Arrière  | 26 février 1983    | MBK Dynamo Moscou |
| 7  | Andreï Kirilenko    | Ailier   | 18 février 1981    | Utah Jazz         |
| 8  | Nikita Morgounov    | Ailier   | 29 juin 1975       | BC Khimki Moscou  |
| 9  | Piotr Samoïlenko    | Arrière  | 7 février 1977     | MBK Dynamo Moscou |
| 10 | Viktor Khryapa      | Ailier   | 3 août 1982        | CSKA Moscou       |
| 11 | Victor Onochev      | Arrière  | 3 mai 1987         | Barcelone         |
| 12 | Sergueï Monya       | Ailier   | 15 avril 1983      | MBK Dynamo Moscou |
| 13 | Anton Ponkrachov    | Ailier   | 23 avril 1986      | BC Khimki Moscou  |
| 14 | Alekseï Savrassenko | Pivot    | 28 février 1979    | CSKA Moscou       |
| 15 | Nikolaï Padius      | Arrière  | 1er septembre 1980 | UNICS Kazan       |

- Entraîneur : David Blatt ( Israël)

## Galerie

Joueurs actuels
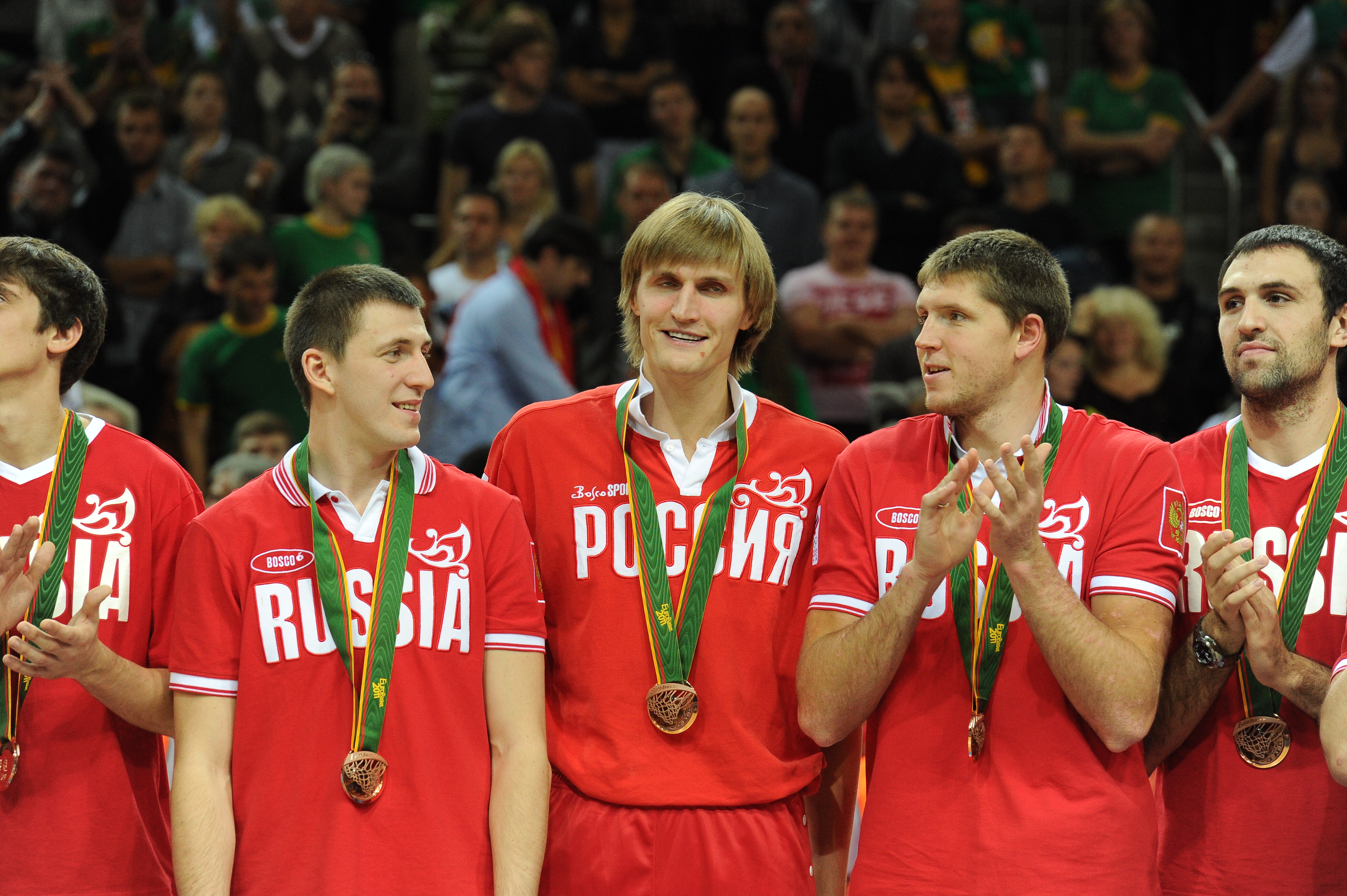
L'équipe médaillée de bronze à l'Eurobasket 2011
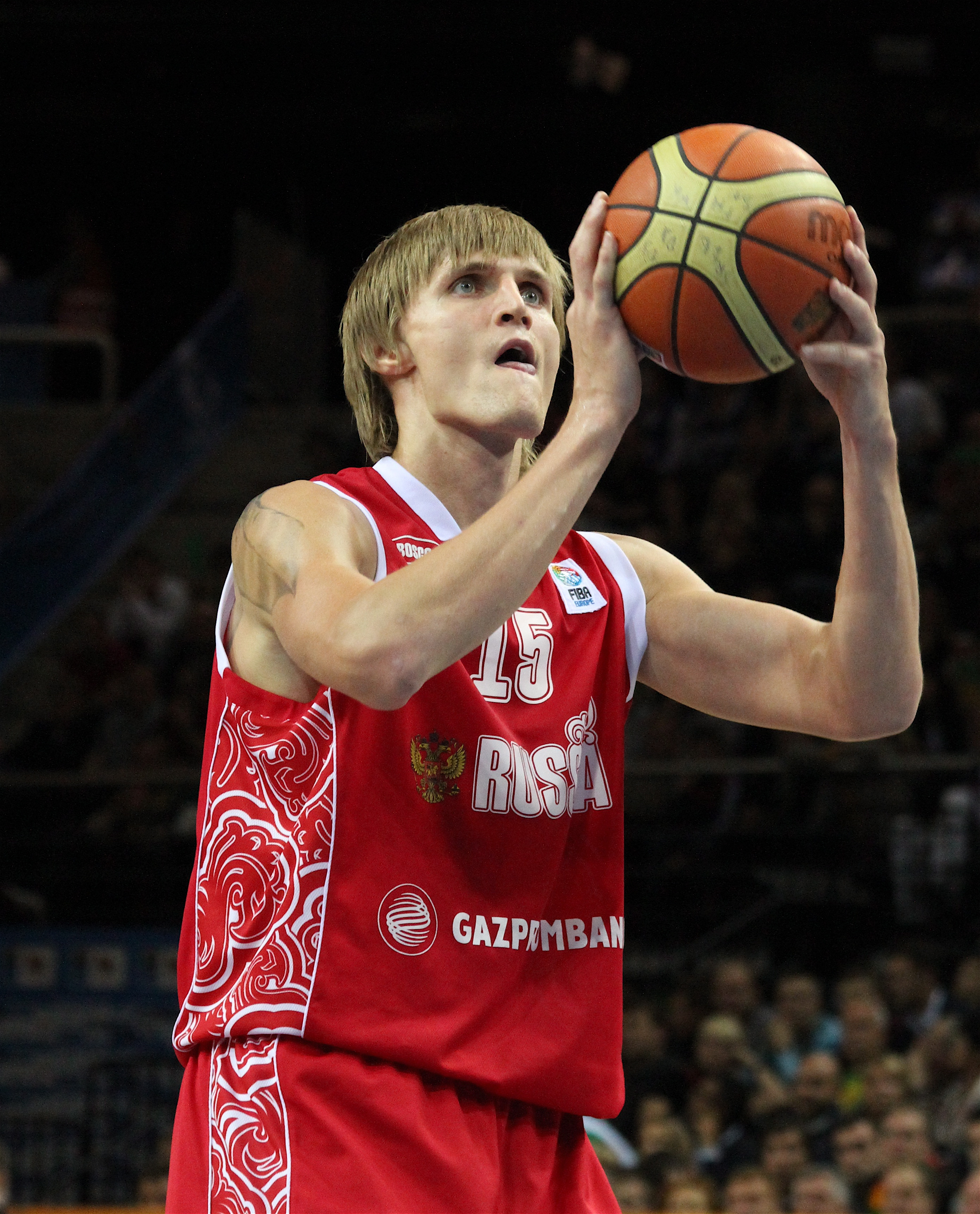
Andreï Kirilenko à l'Eurobasket 2011
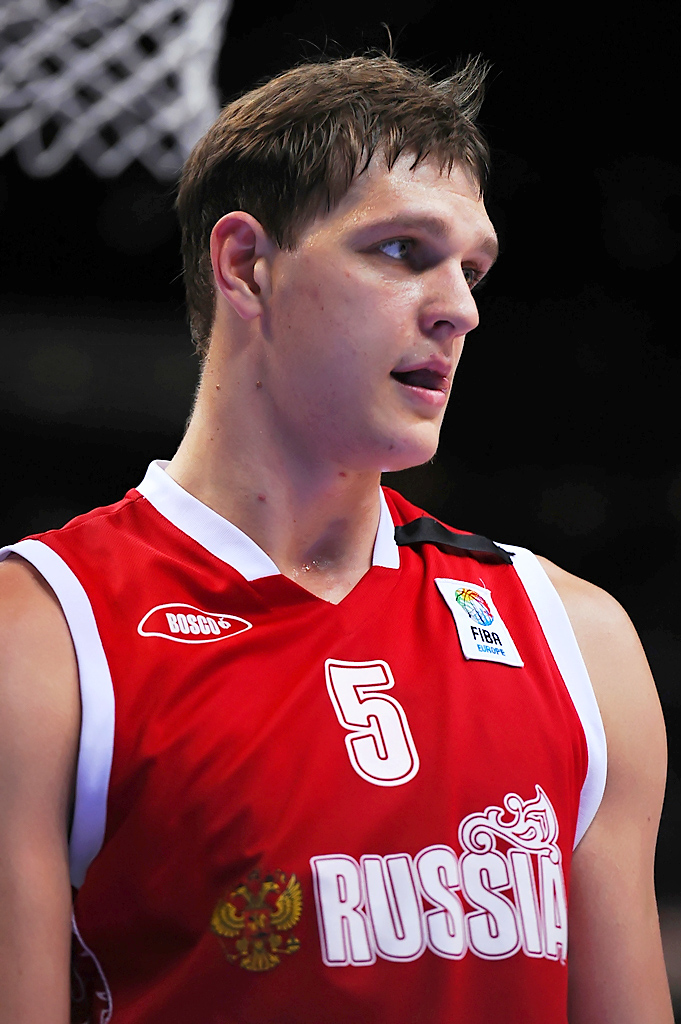
Timofeï Mozgov à l'Eurobasket 2011
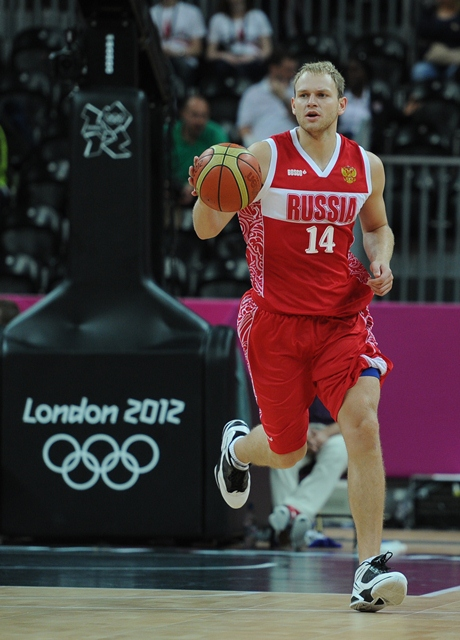
Anton Ponkrachov en 2012
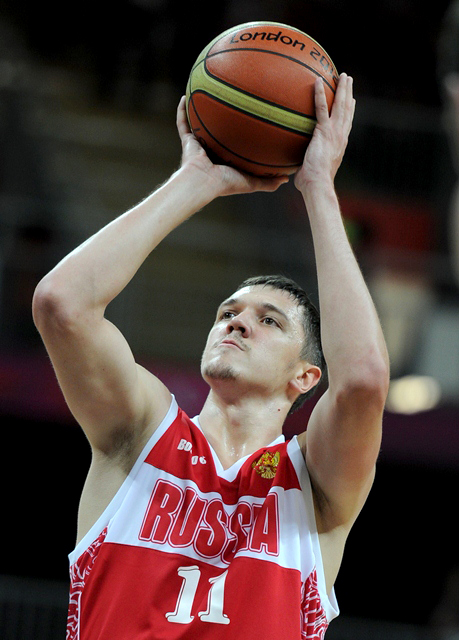
Semion Antonov en 2012